# 阿亚斯
阿亚斯（法語：Ayas），是意大利瓦莱达奥斯塔的一个市镇。总面积129平方公里，人口1348人，人口密度10.4人/平方公里（2009年）。ISTAT代码为007007。